# 203602 Danjoyce
203602 Danjoyce este un asteroid din centura principală de asteroizi.

## Descriere
203602 Danjoyce este un asteroid din centura principală de asteroizi. A fost descoperit pe 4 martie 2002 la Desert Moon de Berton L. Stevens. Asteroidul prezintă o orbită caracterizată de o semiaxă mare de 2,37 ua, o excentricitate de 0,15 și o înclinație de 8,9° în raport cu ecliptica.